# 陈锦石
陈锦石（1962年—），江苏海门人，汉族，中华人民共和国政治人物、第十二届全国人民代表大会江苏地区代表。
毕业于复旦大学高级管理人员工商管理专业，加入中国共产党。2013年，被选为全国人大代表。2018年2月24日，当选为第十三届全国人大代表。